# Znamienka (Chakasja)
Znamienka (Знаменка) – wieś w Rosji, w Chakasji, w 
rejonie bogradzkim, położona około 20 km na północny wschód od Bogradu.
Część mieszkańców wsi stanowią Polacy, których przodkowie wywodzili się z Mazur, a przybyli na Syberię pod koniec XIX wieku z pobudek ekonomicznych. Mimo upływu czasu zachowali oni wyznanie protestanckie oraz język (z elementami gwary mazurskiej) i polską świadomość narodową. W miejscowości działa oddział Kulturalno-Narodowej Organizacji Społecznej „Polonia”, skupiającej Polaków zamieszkałych w Chakasji.